# Tetrix weishanensis
Tetrix weishanensis är en insektsart som beskrevs av Zheng, Z. och B. Mao 2002. Tetrix weishanensis ingår i släktet Tetrix och familjen torngräshoppor. Inga underarter finns listade i Catalogue of Life.